# 蘇島袋貓
苏岛袋猫（Ailurops ursinus），全稱蘇拉維西島袋貓，是袋貂科（Phalangeridae）的一种有袋动物，是苏拉威西岛及其鄰近島嶼的特有动物，只生活在島上地勢高至600米的熱帶雨林。晝行性，以樹葉為主食。受狩獵、寵物交易、因伐林而造成的棲地喪失而受威脅。